# 山骨罗竹
山骨罗竹（学名：Schizostachyum hainanense）为禾本科思劳竹属下的一个种。

## 扩展阅读
- 維基物種上的相關：山骨罗竹